# 傑弗遜領地

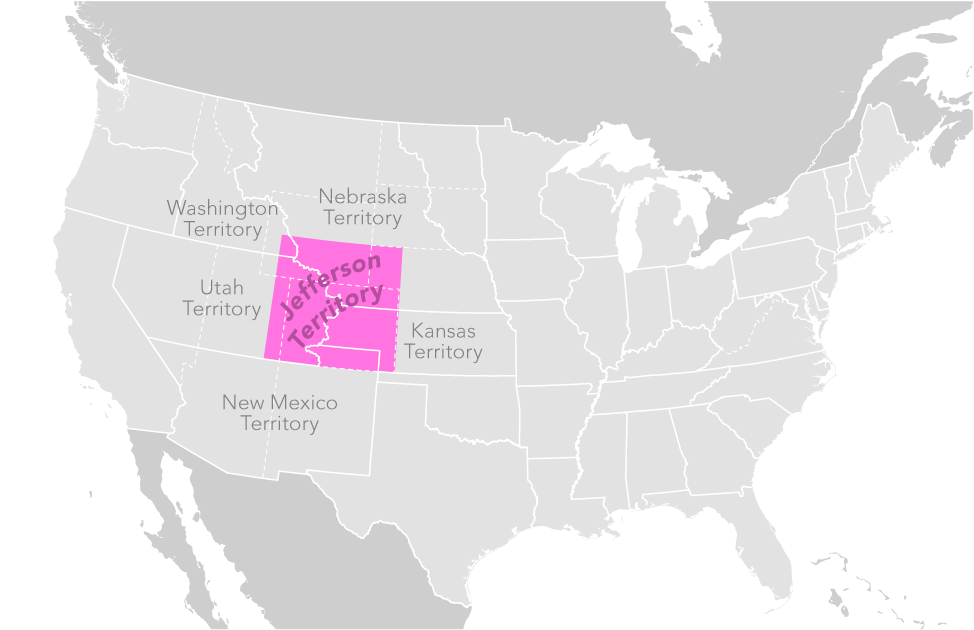
杰弗遜領地地圖

杰弗遜領地（英語：Jefferson Territory）是一個在1859年10月24日存在，但不受法律支配和承認的領土，直至1861年2月28日，組織法在科羅拉多領地生效。官方的杰弗遜領土包括堪薩斯州領地、內布拉斯加領地、新墨西哥領地、猶他領地和華盛頓領地，但是政府遙遠地控制這五塊領地。杰弗遜領土的政府是由民主地選擇出來，美國政府未曾合法地承認它。但是它相對地自由控制了16個月的領地。不少由杰弗遜的立法部所頒佈的法律在1861年的科羅拉多州議會重新頒佈並且批准。

## 起源
1855年8月25日，堪薩斯州領地創建阿拉帕霍縣。這個很大的縣包含了西面的堪薩斯州領地到洛磯山脈。阿拉帕霍縣的邊境定義為:從東北角的新墨西哥領地開始，由北向南的內布拉斯加州和北面的堪蕯斯州領地；去到東邊的猶他領地，經過猶他領地和堪薩斯州領地之間，穿越新墨西哥州，最後再經過新墨西哥州和堪薩斯州之間，才回到一開始的出發點。
白人的殖民者主要佔領夏安和阿拉帕霍的印第安人，從來未曾組織該領地。堪薩斯州領地的領導專注於堪薩斯內戰，所以只有很少時間適合去管理西方部分的領地。

## 領地
在1859年11月28日，傑弗遜領地創建了12個縣:
1. 夏延縣發展成拉勒米縣
2. 聖弗蘭縣（英语：St.Vrain County）發展成韋爾德郡(科羅拉多州)
3. 阿拉帕霍縣（英語：Arrappahoe County, Jefferson Territory）發展成阿拉帕霍縣（英語：Arapahoe County, Colorado），亞當斯縣 ，再發展成丹佛

## 首都
- 丹佛 – 1859年10月24日至1860年11月12日
- 科羅拉多州戈爾登（英语：Golden Colorado） –1860年11月13日至1861年6月6日